# Les Cases (Castellar de la Ribera)
Les Cases és una masia situada al terme de Ceuró, municipi de Castellar de la Ribera, a la comarca catalana del Solsonès.
Està situada a uns 320 al nord-oest del Serrat de l'Àliga.